# Kalmodulin

Kalmodulin (CaM) je kalcijum-vezujući protein koji poseduju sve eukariotske ćelije. On može da se veže i reguliše veliki broj različitih proteina, i stoga ima uticaja na brojne ćelijske funkcije.

## Funkcija
posreduje procese poput inflamacije, metabolizma, apoptoze, kontrakcije glatkih mušića, intracelularno kretanje, kratkotrajne i dugotrajne memorije, nervnog rasta i imunskog responsa. CaM je izražen u mnogim ćelijskim tipovima i može da nađe na raznim subcelularnim lokacijama, kao što su citoplazma, unutar organela, ili vezan za membranu plazme i organela. Mnogi od proteina za koje se CaM vezuje nemaju sposobnost vezivanja kalcijuma, tako da oni koriste CaM kao kalcijumski senzor i prenosnik signala. CaM takođe može da koristi zalije kalcijuma u endoplazmatičnom retikulumu, i sarkoplazmičnom retikulumu. CaM podleže konformacionoj promeni nakon vezivanja kalcijuma, što mu omogućava da se veže za specifične proteine za specifične response. CaM može da veže do četiri jona kalcijuma, i podložan je post-translacionim modifikacijama, kao što su fosforilacija, acetilacija, metilacija i proteolitički rascep, svaka od kojih potencijalno modulira njegove akcije. Kalmodulin takođe može da veže antraksni toksin iz antraks bakterija.

## Članovi familije
- Kalmodulin 1
- Kalmodulin 2
- Kalmodulin 3
- Kalmodulinu-sličan 1
- Kalmodulinu-sličan 3
- Kalmodulinu-sličan 4
- Kalmodulinu-sličan 5
- Kalmodulinu-sličan 6

## Drugi kalcijum-vezujući proteini
Kalmodulin pripada jednoj od dve grupe kalcijum-vezujućih proteina, zvanoj EF ruka proteini. Druga grupa, koja se naziva aneksini, vezuje kalcijum i fosfolipid (npr., lipokortin). Mnogi drugi proteini vezuju kalcijum, mada se vezivanje kalcijuma ne može smatrati njihovom primarnom funkcijom u ćeliji.

## Literatura
- Jennifer McDowall (1. 1. 2003). „Calmodulin”. InterPro Protein Archive. Приступљено 22. 03. 2008.
- Melanie Nelson; Walter Chazin. „Home Page for Calmodulin”. EF-Hand Calcium-Binding Proteins Data Library. Vanderbilt University. Архивирано из оригинала 05. 10. 2013. г. Приступљено 22. 03. 2008.
- Mitsuhiko Ikura. „Calmodulin Target Database”. Ontario Cancer Institute, University of Toronto. Архивирано из оригинала 27. 09. 2011. г. Приступљено 22. 03. 2008.

## Spoljašnje veze
- Kalmodulin - molekul meseca Архивирано на веб-сајту  (29. мај 2010)
- Konformacione promene kalmodulina
- Calmodulin на 
- IPR015754